# Ammothella nimia
Ammothella nimia är en havsspindelart som beskrevs av Stock, J.H. 1991. Ammothella nimia ingår i släktet Ammothella och familjen Ammotheidae. Inga underarter finns listade i Catalogue of Life.